# Герб Перевальська
Герб Перева́льська — офіційний символ міста Перевальськ Луганської області.

## Опис
На щиті червоного кольору зображена шестерня, що символізує промисловий розвиток. А терикон, що зображений в центральній частині герба означає, що провідною галуззю промисловості є вугільна. У правій та лівій частині герба зображено колоски, що символізують достаток, повиті синьо-жовтою стрічкою, яка дублює кольори прапору України. На цій стрічці також зображено назву міста червоними літерами.